# نامسوس (شهر)
نامسوس (به لاتین: Namsos) یک منطقهٔ مسکونی در نروژ است که در نامسوس واقع شده‌است. نامسوس ۴٫۶۱ کیلومتر مربع مساحت و ۸٬۴۱۳ نفر جمعیت دارد و ۵ متر بالاتر از سطح دریا واقع شده‌است.

## خواهرخوانده
شهر بخش هودیکسوال خواهرخواندهٔ نامسوس (شهر) هست.

## نگارخانه

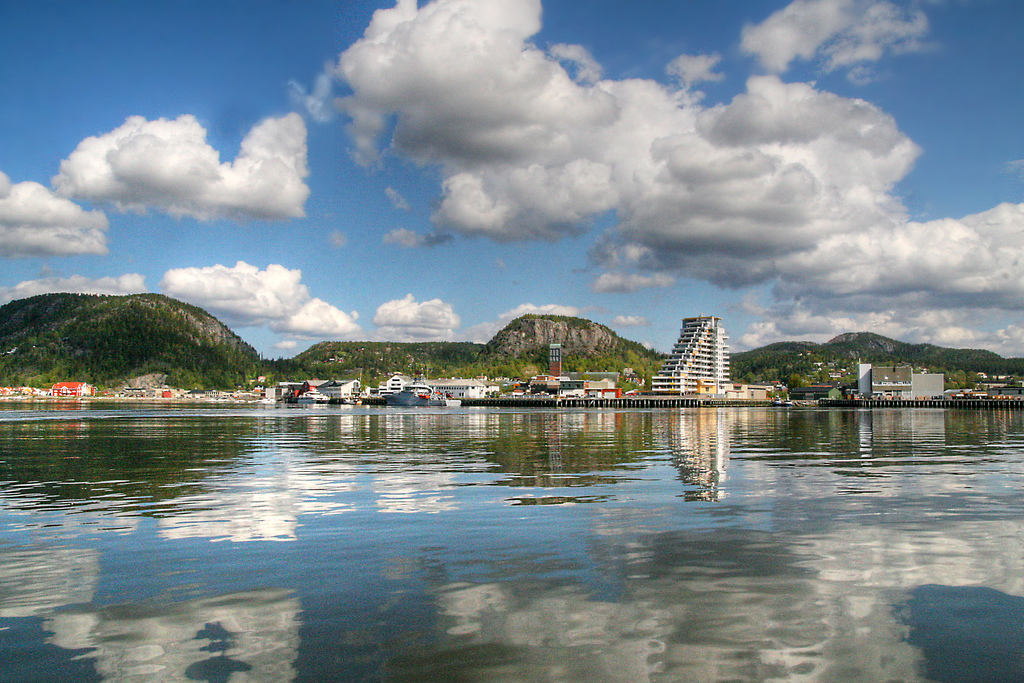
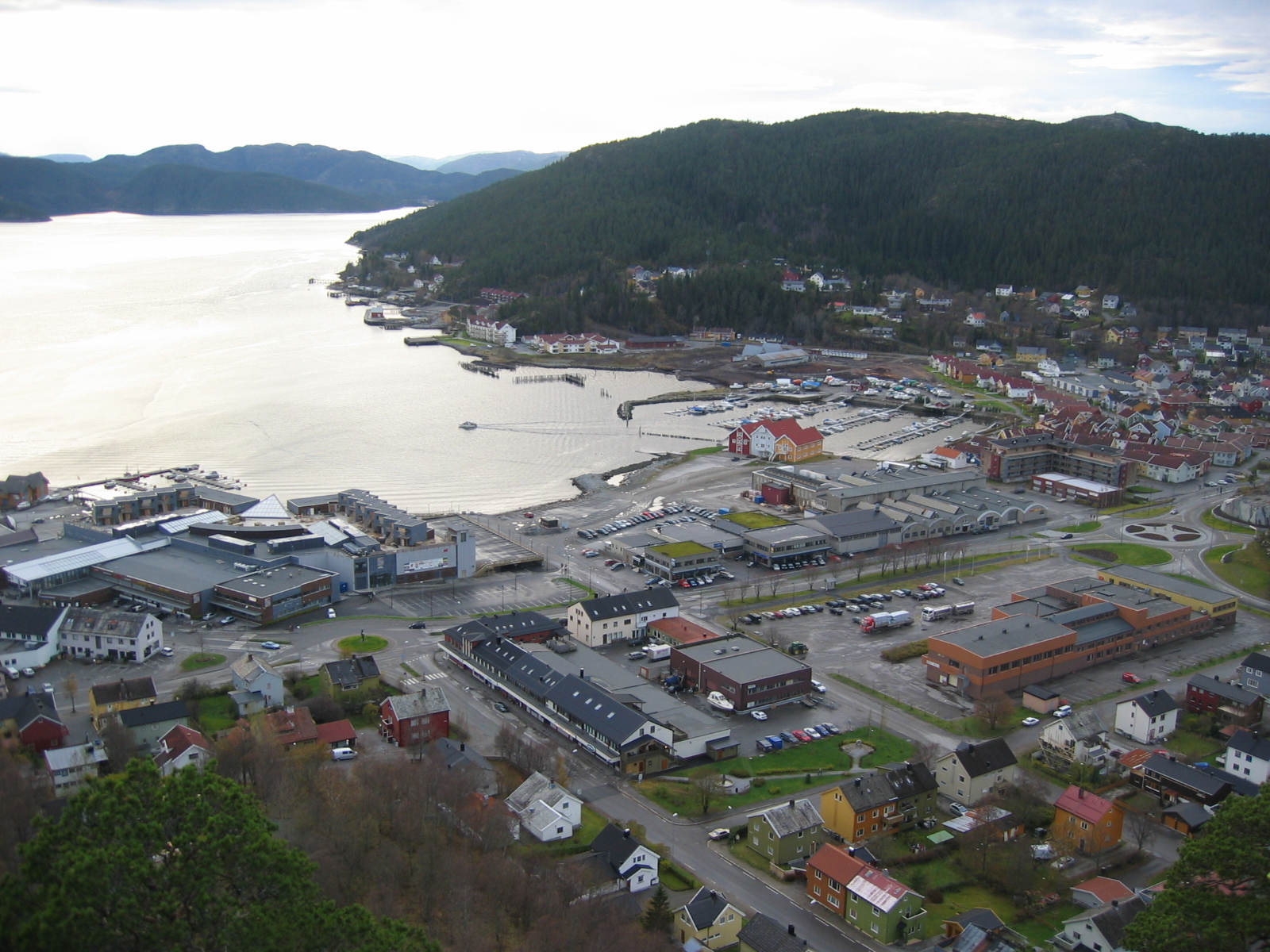
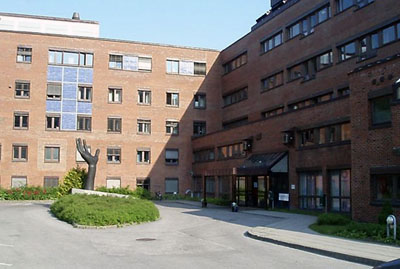
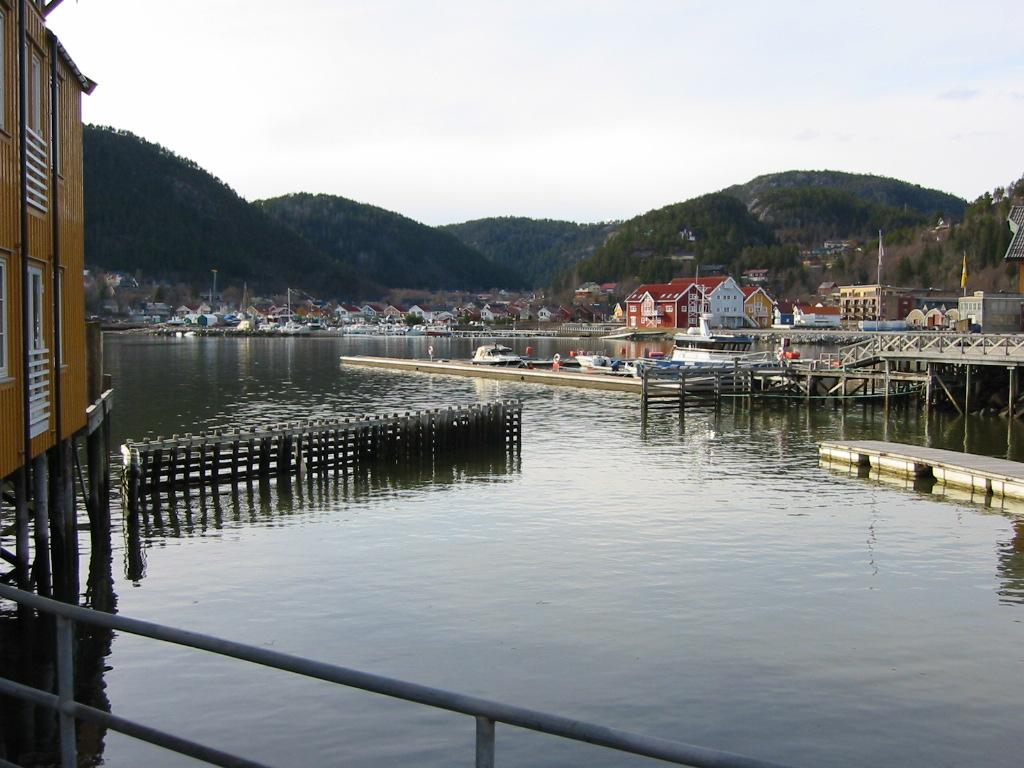
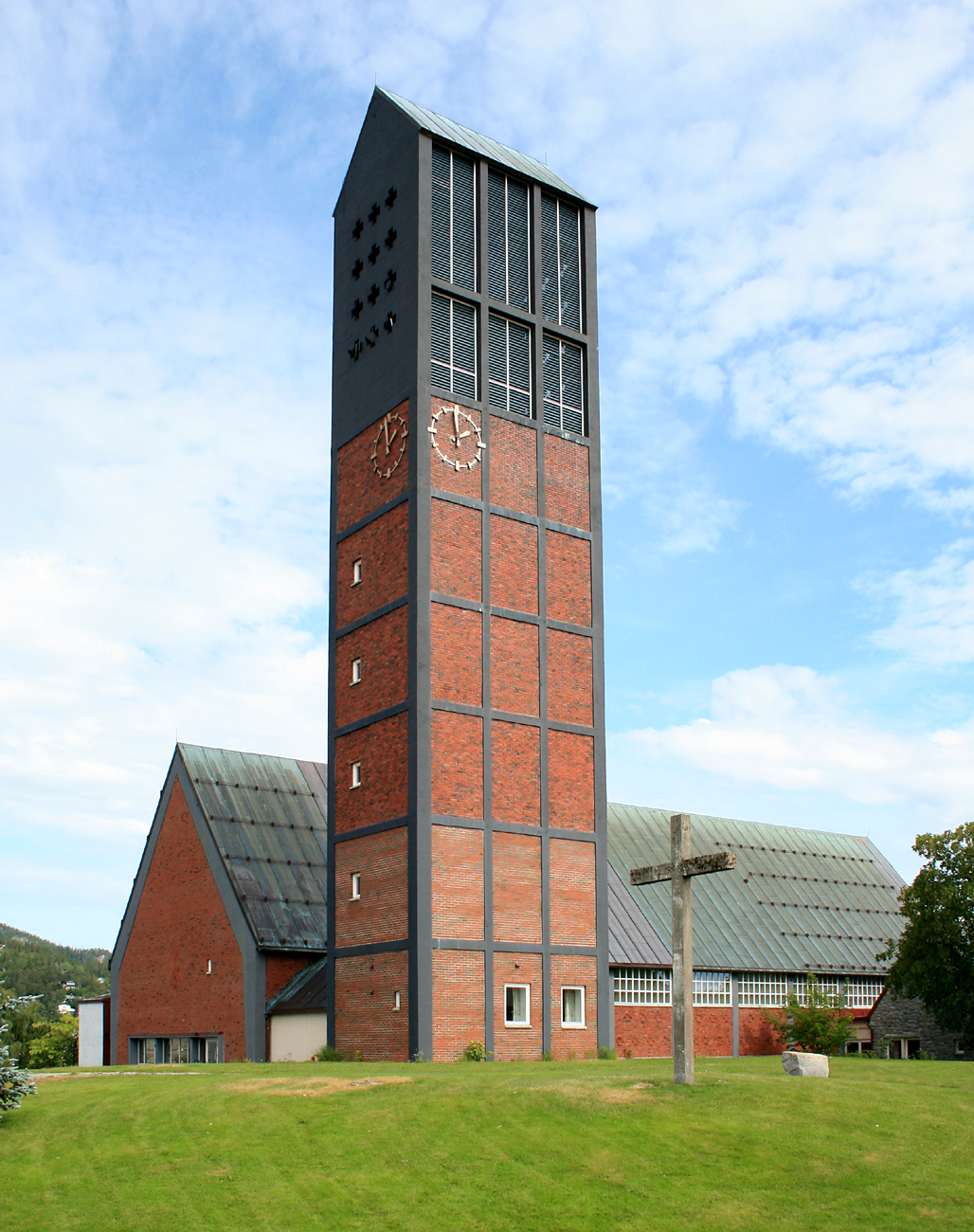